# 大座法師池
大座法師池（だいざほうしいけ）は、長野県長野市の飯縄山山麓の標高約1000m にある池。もとは自然の池であったが、堤防を築造し貯水池として利用されている。大小約30の浮島が存在し、冬は消え春になると出現するものもある。

## 概要
もとは飯綱高原東方の凹地に形成された自然の湖沼であるが、東岸に堤を設けて貯水量を増やしている。西岸から道橋川の分水が流入し水源をなし、自然の流出水はなく水門によって管理し、田用水として用いられている。大小30の浮島が存在し、アシ・ミソハギ・ヒルムシロ等が生育している。池底は西岸は緩やかでキャンプ場に用いられている。

## 歴史
大座法師池は全体が人の足のような形をしており、巨大な法師が飯綱山から飛び降りた時の足跡とも、ダイダラボッチが飯綱山を作った際に足に力を入れたときの後だとも伝えられている。
表記は定まったものがなく、「大羅法師池」、「大座坊主池」、「だいじゃぼっち池」と呼ばれたが現在は「大座法師池」に落ち着いている。
いつから田用水としての利用が始まったかは不明である。1674年 (延宝2年) 、それまで葛山七ヶ村と呼ばれた鑪村・桜村・入山村・泉平村・新安村・広瀬村・上ヶ屋村が利用していたのを、浅川の渇水に悩んだ浅河原懸り十ヶ村組合が永借地した。現在は後継の浅河原土地改良組合が水利権を持つ。田用水に利用したためかつては秋になると枯渇したが、下流の住宅化が進み水田が減少し、また長野市が貸しボートをしたいとの意向で現在は一定の水量が保たれている。1956年 (昭和31年) に飯綱高原一帯が上信越高原国立公園に指定され (2015年に分離して2020年現在妙高戸隠連山国立公園。)、同年湖畔に市営キャンプ場が設けられた。周辺は1964年に戸隠バードラインが開通するとともに観光開発が急速に進み、飯綱高原スキー場やゴルフ場が開かれている

## 周辺
- 飯綱高原キャンプ場
- 飯綱高原スキー場
- 長野カントリークラブ
- 長野京急カントリークラブ

## アクセス
公共交通機関
- JR長野駅から戸隠キャンプ場行きバス約45分、一の鳥居バス停下車